# Chrystus (poemat)

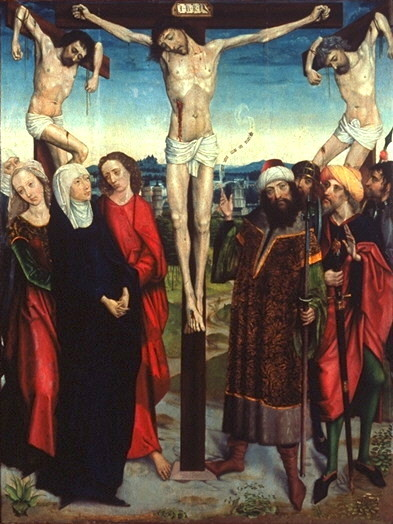
Chrystus na krzyżu

Chrystus – poemat Jana Kasprowicza, opublikowany w 1890. W utworze tym poeta po raz pierwszy przeszedł od ukazywania walki dobra ze złem na poziomie życia społecznego na poziom metafizyczny. Poemat jest napisany jedenastozgłoskowcem ułożonym w tercyny, czyli strofy trójwersowe rymowane aba bcb cdc...:
»Błogosławieni, którzy cierpią z dumy

I kłamstwa bliźnich, kamienne urazy

Spłacając chlebem...« I słuchają tłumy:

Przykazań bowiem Mojżeszowe głazy

Innemi dotąd nauczały słowy:

»Oko za oko! krew za krwawe zmazy!«

A on im mówił: »To jest zakon nowy,

Abyście swoje miłowali wrogi

I nałożone ponieśli okowy...